# Gerard Padró i Miquel
Gerard Padró i Miquel (Manresa, 1977) és un economista català. Llicenciat en Economia per la Universitat Pompeu Fabra l'any 2000, Gerard Padró va obtenir el seu doctorat (PhD) al Massachusetts Institute of Technology (MIT) el 2005.
Padró és catedràtic d'Economia i Ciència Política a la Yale University, des de 2018, i anteriorment va ser catedràtic d'Economia a la London School of Economics and Political Science (LSE), així com co-director del programa de recerca en Governabilitat i Economia Política a l'International Growth Centre. És investigador associat del NBER (Cambridge, MA) i del CEPR (Londres). També va ser professor a la Universitat Stanford. Com a investigador, la seva recerca se centra en els camps del desenvolupament econòmic i de l'economia política.
A mitjans de novembre del 2012, amb altres catedràtics com ara Xavier Sala i Martín de la Universitat de Colúmbia, Carles Boix de Princeton, Pol Antràs de Harvard, Jordi Galí del CREI i Jaume Ventura del CREI va crear el Col·lectiu Wilson, una entitat que vol "contribuir al debat sobre l'autodeterminació a Catalunya" per tal que els catalans "puguin decidir del seu futur lliurement sense por ni amenaces".
El 30 de setembre del 2013, Padró va rebre el XII Premi Fundació Banco Herrero per la seva trajectòria d'investigació en el camp de l'Economia Política. El guardó li va ser entregat pel president del Banc Sabadell, Josep Oliu, en el transcurs d'un acte celebrat a la seu central de SabadellHerrero, a Oviedo.

## Publicacions
- Selective Trials: A Principal-Agent approach to Randomized Control Trials (amb Sylvain Chassang i Erik Snowberg), American Economic Review 102(4): 1279-1309, juny del 2012.[4]
- A Political Economy Theory of Partial Decentralization (amb John W Hatfield), Journal of the European Economic Association 10(3): 605-633, juny del 2012.
- The Political Economy of Indirect Control (amb Pierre Yared), Quarterly Journal of Economics 127(2): 947-1015, maig del 2012.
- The Lesser Evil: Executive Accountability with Partisan Supporters (amb Erik Snowberg), Journal of Theoretical Politics 24(1): 19-45, gener del 2012.
- Foreign Influence and Welfare (amb Pol Antràs), Journal of International Economics 84(2): 135-148, juliol del 2011.
- Conflict and Deterrence under Strategic Risk (amb Sylvain Chassang), Quarterly Journal of Economics 125(4): 1821-1858, novembre del 2010.
- Savings and Predation (amb Sylvain Chassang), Journal of the European Economic Association P&P 8(2-3): 645-654, abril-maig del 2010.
- Economic Shocks and Civil War (amb Sylvain Chassang), Quarterly Journal of Political Science 4(3): 211-228, octubre del 2009.
- Defensive Weapons and Defensive Alliances (amb Sylvain Chassang), American Economic Review P&P 99(2): 282-286, maig del 2009.
- The Control of Politicians in Divided Societies: The Politics of Fear, Review of Economic Studies 74(4): 1259-1274, octubre del 2007.
- Legislative Effectiveness and Legislative Life (amb James M Snyder), Legislative Studies Quarterly 31(3): 347-381, agost del 2006.